# La ley de Herodes
La ley de Herodes és una pel·lícula mexicana de 1999 dirigida per Luis Estrada. Es tracta d'una comèdia satírica sobre la corrupció política en Mèxic específicament durant els mandats encapçalats pel Partit Revolucionari Institucional (PRI) al país. És protagonitzada per Damián Alcázar, Pedro Armendáriz Jr., Isela Vega i Salvador Sánchez.
La pel·lícula està ambientada en 1949, any en què governava el president Miguel Alemán Valdés, no obstant això pel fet que va ser filmada i estrenada durant l'última dècada en què va governar el PRI abans de la seva primera derrota en eleccions nacionals, la trama es va al·ludir més a una crítica cap als sexennis de Carlos Salinas de Gortari i Ernesto Zedillo. Fou la primera pel·lícula on es critica explícitament al PRI pel seu nom.
El llargmetratge va guanyar onze premis Ariel, entre ells Millor pel·lícula, Millor direcció, Millor actor (per Alcázar) i Millor actor de repartiment (per Armendáriz Jr.). La llei d'Herodes és la primera pel·lícula de la tetralogia, no oficial, que dirigeix Luis Estrada amb intenció de crítica al govern mexicà, succeïda per Un mundo maravilloso, El infierno, y La dictadura perfecta.

## Argument
L'any 1949 els habitants de la localitat de San Pedro de los Saguaros decapiten d'un cop de matxet al President Municipal quan tractava de fugir del lloc amb els diners dels pressupostos del poble. Els habitants del poble, en la seva gran majoria indígenes, s'havien rebel·lat a causa dels abusos de l'alcalde priista.
La decapitació de l'alcalde resulta en un escàndol polític que afectaria, en primera instància, la imatge i la carrera del Governador de l'entitat (la pel·lícula mai esmenta en quin estat de la República Mexicana estaria situat el poble de "San Pedro de los Saguaros"). El Governador, que pretenia ser el candidat del seu partit (PRI) a la Presidència de la República a les eleccions federals de 1952 (i per tant, ser el successor del President Miguel Alemán Valdés) veu en l'escàndol de la decapitació de l'alcalde una taca que podria afectar la seva imatge de governabilitat i control de la seva entitat, i que podria desplaçar-lo de la carrera presidencial en favor del seu rival, el Secretari de Governació Adolfo Ruiz Cortines, qui fet i fet seria el President de la República en el sexenni següent. Per tal motiu, encarrega a la seva mà dreta, l'ambiciós i corrupte Secretari de Govern (López) que nom un substitut per a succeir a l'alcalde linxat i evitar que l'escàndol causi més mal.
El llicenciat López (Pedro Armendáriz Jr.), qui pretén ser el successor del seu cap en la governació de l'entitat, decideix llavors nomenar Juan Vargas (Damián Alcázar) encarregat d'un escombriaire, mediocre i timorat membre del Partit Revolucionari Institucional, com a alcalde Interí de San Pedro de los Saguaros en substitució de l'alcalde linxat. Al principi, el nou alcalde intenta fer el seu treball i encàrrec de la millor manera (portar el progrés i la justícia social) No obstant això, aviat veu que els obstacles són immensos; la majoria dels habitants no parlen castellà, sinó llengües indígenes, i a més, els robatoris dels alcaldes anteriors (diversos d'ells linxats de diferents maneres) més la falta de suport econòmic del govern de l'estat han deixat al poble pràcticament sense fons públics per fer obres materials, com instal·lar drenatge, aigua potable i llum elèctrica, entre altres coses més que fins a 1949 no han arribat a San Pedro de los Saguaros. Per aquest motiu, a instàncies de la seva esposa, Vargas realitza un viatge a la capital per sol·licitar-li suport econòmic al Secretari de Govern López, el mateix home fort del PRI local que l'ha col·locat en el seu lloc d'Alcalde. Aquest li diu que no li pot atorgar més diners, ja que la major part dels fons públics de l'entitat s'aniran a les eleccions d'aquest any, amb la qual cosa Vargas entén que ha d'arreglar-les-hi sol, a més d'afrontar l'oposició tant del metge local (un sorollós candidat a l'alcaldia del Partit Acció Nacional) com de Donya Lupe (la propietària del bordell). Tanmateix López, el secretari del governador priista, li lliura una còpia de la constitució de Mèxic i un revòlver, "la llei i l'ordre"; i li diu que l'única llei és la llei d'Herodes: o te chingas o te jodes. En el seu camí de retorn, es troba amb un estatunidenc caucàsic a la carretera quan el seu cotxe s'espatlla; l'estatunidenc mira sota el capó, torna a connectar un cable i després li demana a Vargas centenars de dòlars. Vargas li comenta que ell és l'alcalde de San Pedro i que és bo pels diners, i després riu mentre s'allunya. De retorn al poble, un suborn de Donya Lupe l'encamina cap a la corrupció.
Quan Vargas s'ha convertit així en l'executiu, el legislatiu i el poder judicial del llogaret, tot en una sola persona, aviat es torna corrupte: primer accepta els suborns de Donya Lupe (que s'estén a fer visites gratuïtes a les noies del bordell), i després passa a extorquir a l'amo de la botiga local i a tots els vilatans fins i tot per les infraccions més petites. En ser interrogat, declara que està finançant un nou projecte per portar electricitat al poble amb l'ajuda d'un enginyer estatunidenc (en realitat, l'estatunidenc que va conèixer abans, ha aparegut en San Pedro reclamant els seus diners), una farsa que és òbvia quan només s'aixeca un pal de llum; així i tot, els vilatans no s'adonen d'això, excepte el metge. Vargas es torna cada vegada més corrupte, i quan el nou guardaespatlles de Donya Lupe el colpeja severament després que ella es resisteix al seu autoritarisme, els mata a tots dos en represàlia. Incrimina a Filemón, el borratxo local, pel crim, i de camí a lliurar-lo a les autoritats estatals mata a Filemó enmig de la via. Quan torna a la ciutat, descobreix que la seva esposa (no cega sobre les seves visites al bordell) i l'estatunidenc estan tenint una aventura, i l'estatunidenc fuig. Mentrestant, Vargas aixeca falses acusacions contra el metge local, assignant-li el paper d'autor intel·lectual en l'assassinat de Donya Lupe; tanmateix, també es revela que el metge ha estat abusant sexualment de l'adolescent que li serveix de serventa, i Vargas usa això per fer-li xantatge perquè abandoni el poble o s'enfronti a la presó. Un cop deslliurat dels seus enemics, Vargas s'obsessiona amb el poder fins al punt que tot el poble el menysprea, cobrant impostos absurds per tot, empresonant als que es neguen a pagar, confiscant les seves possessions (inclosos els animals) i reescrivint diverses lleis al seu capritx.
És enmig d'això que López i el seu sequaç, Tiburón, arriben a San Pedro, fugitius després que els homes de López intentessin disparar contra el seu rival per la governació de l'estat, qui també és nebot del president Alemán. En veure que el poble tenia riqueses després de tot, López exigeix tots els diners que Vargas ha extorquit als vilatans. En descobrir que la seva esposa s'ha escapat amb l'estatunidenc, emportant-se tota la fortuna amb ells, Vargas s'enfureix i mata tant a López com a Tiburón. Llavors, Vargas sembla trobar-se amb la seva desaparició quan està envoltat per una multitud de vilatans amb torxes, però a diferència de l'alcalde anterior, evita aquest destí grimpant per l'únic pal que va aixecar, i se salva quan arriben alguns cotxes de policia després de la pista de López. Vargas reapareix al final de la pel·lícula donant un discurs al Congrés de la Unió, un lloc que va guanyar com a premi per matar López. Com Vargas diu en el seu discurs que el seu partit és la democràcia, la pel·lícula passa a l'escena d'un nou alcalde que arriba a San Pedro de los Saguaros exactament de la mateixa manera que ho va fer Vargas al principi.

## Repartiment
- Damián Alcázar - President municipal Juan Vargas.
- Pedro Armendáriz Jr. - Llicenciat Fidel López.
- Isela Vega - La madrota Doña Lupe.
- Salvador Sánchez - Secretari municipal Carlos Pek.
- Leticia Huijara - Senyora Gloria de Vargas.
- Manuel Ojeda - El cantiner.
- Ernesto Gómez Cruz - Gobernador Sánchez.
- Eduardo López Rojas - Doctor Morales.
- Delia Casanova - Senyora Rosa de Morales.
- Guillermo Gil - El cura Pérez.
- Alex Cox - Robert Smith, "El Gringo".
- Juan Carlos Colombo - Ramírez (mà dreta del llicenciat López).
- Evangelina Sosa - Perla (una de les "senyoretes" de Doña Lupe).
- José Manuel Poncelis - Filemón.
- Maya Zapata - Chencha, la criada del doctor Morales.

## Impacte social
El film no va ser bé vist per les autoritats encarregades de la difusió cinematogràfica a Mèxic, perquè quan va haver de ser sotmesa al filtre de la censura, encara es vivia sota la dictadura de partit exercida pel PRI i s'aveïnava un any electoral, el 2000. No obstant això, la forta pressió exercida pel públic -ansiós de veure una pel·lícula de contingut polític sense censura- i per diversos mitjans impresos que es van atrevir a denunciar el bloqueig del qual era objecte, va aconseguir que fos finalment exhibida en plena època de campanyes electorals.
Pot considerar-la-hi com una de les grans pel·lícules mexicanes dels últims quaranta anys, no solament per la seva qualitat, humor irònic i mordaç, sinó també per haver influït en molts votants per destronar del poder al partit hegemònic al qual retrata de cos sencer, amb tots els seus vicis, defectes i contradiccions. El que crida poderosament l'atenció és la capacitat de síntesi de la que fa gala, perquè reflecteix fidelment l'estil de governar priista, les relacions internes de poder en el partit, les seves regles per a dur a terme la successió dels governants, la seva manera de relacionar-se amb l'Església, amb l'oposició i amb els Estats Units d'Amèrica, i de com mitjançant l'autoritarisme i la corrupció, el PRI, el govern, l'Estat i les seves institucions, van arribar a convertir-se en una i la mateixa cosa. I tot amb la finalitat de consolidar-se no sols en el cim del sistema polític mexicà, sinó de constituir-lo en exclusiva.
Existeix el llibre "La ley de Herodes y otros cuentos" de Jorge Ibargüengoitia, escrit en 1967, que tot i que reflecteix moltes realitats culturals del mexicà, no guarda cap relació amb la pel·lícula ni el seu guió, malgrat la creença que molts tenen que sí que va ser basada en aquesta obra.

## Comentaris
Aquest film ocupa el lloc 51 dins de la llista de les 100 millors pel·lícules mexicanes de la història, segons l'opinió de 27 crítics i especialistes del cinema a Mèxic, publicada pel portal Sector Cine al juny de 2020.